# Tronzano Vercellese
Tronzano Vercellese (Tronsan in piemontese) è un comune italiano di 3 285 abitanti della provincia di Vercelli in Piemonte.

## Geografia fisica

### Territorio
Tronzano Vercellese è situato nella Pianura Padana a nord del fiume Po e al crocevia di tre importanti città: Vercelli, Biella e Torino.
Ricca zona pianeggiante percorsa da numerosi corsi d'acqua, tra i quali la Marcova e il Canale Cavour; questa abbondanza di acque permette l'irrigazione del territorio, indispensabile alla coltivazione del riso.

### Clima
Tronzano ha un clima temperato di tipo "padano". Gli inverni sono molto freddi e nebbiosi mentre le estati sono calde ed afose. Vedere le temperature medie di riferimento su Stazione meteorologica di Vercelli. Le precipitazioni sono più frequenti in primavera ed autunno mentre in estate i temporali possono assumere carattere di forte intensità.
Negli ultimi decenni il fenomeno della nebbia si è attenuato rispetto ad altre zone "padane" in quanto risente di correnti provenienti dalla Valle d'Aosta in particolare in presenza del vento di caduta Föhn Favonio.

## Origini del nome
Dall'analisi di antiche carte e documenti medioevali fino ad arrivare ai nostri giorni risultano, negli anni/secoli, diversi nomi, alcuni probabilmente influenzati dal linguaggio delle popolazioni locali nel corso della storia:
Viculus et alter Viculus (epoca romana), Truentianum et alterum Truentianum (568-774), 
Trontianum et alterum Trontianum, Loco Torencjano menzionato in documenti del 969, Tronsanum et alterum Tronsanum, Tronsanum superior et Tronsanum Inferior, Troncianum, Tronsano, Tronzano (1256).
Varie sono le etimologie di Tronzano. È lecito supporre che derivi dal latino struere o con-struere e significa costruire opere in muratura o anche sobborgo unito-costruito. È lecito anche supporre che Tronzano derivi da Transitus Salicensis (transito o passaggio dei Salii), popolo che nel 590 a.C. occupò e si stabilì in queste terre. Ma più probabilmente si può affermare che il nome Truentianum derivi da un aggettivo latino in 'anum', come da locum Terentianum, da Terentius, nome di qualche potente signore del luogo.

## Storia

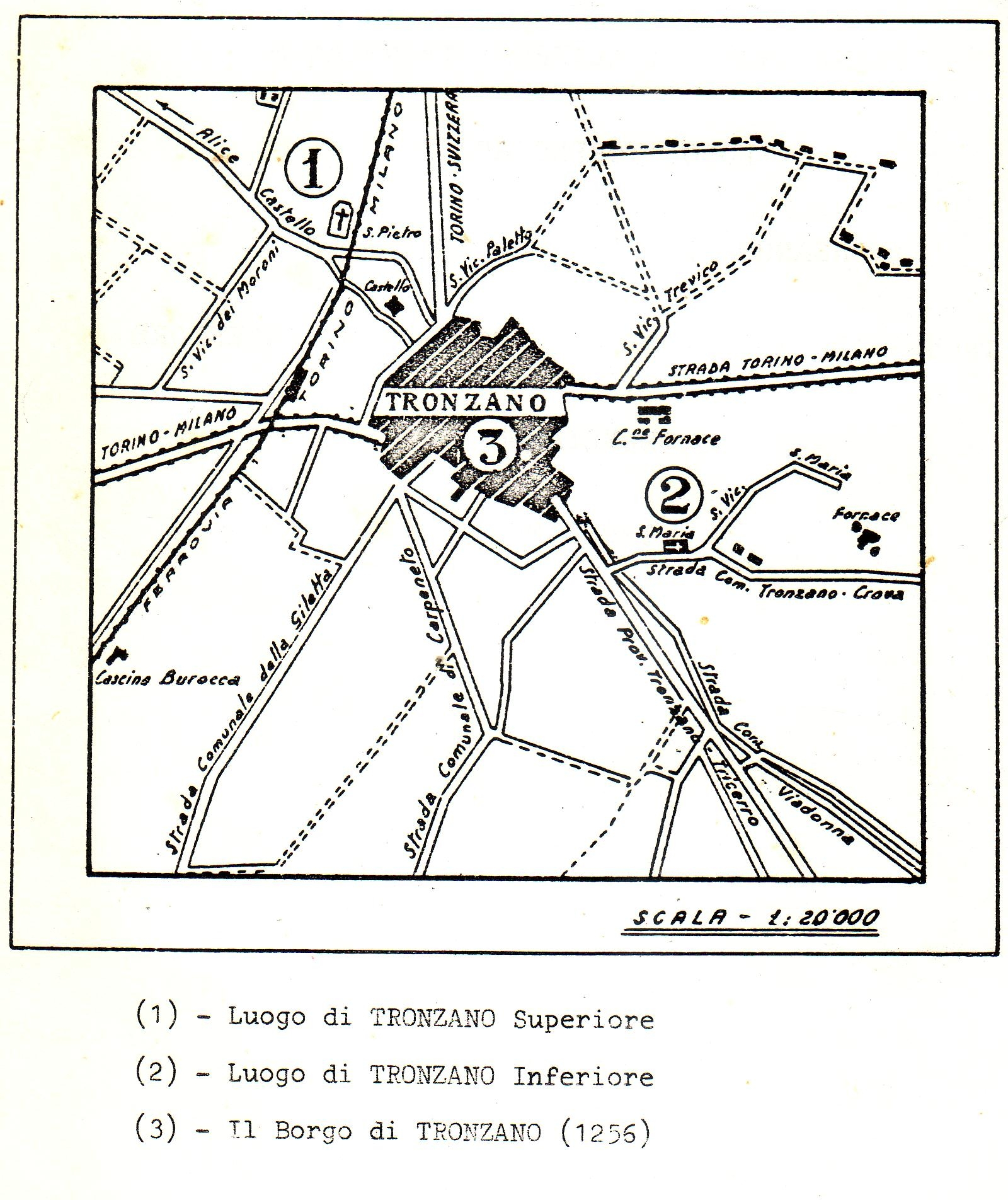
I due "Viculus" Superiore e Inferiore e il successivo Borgo di Tronzano

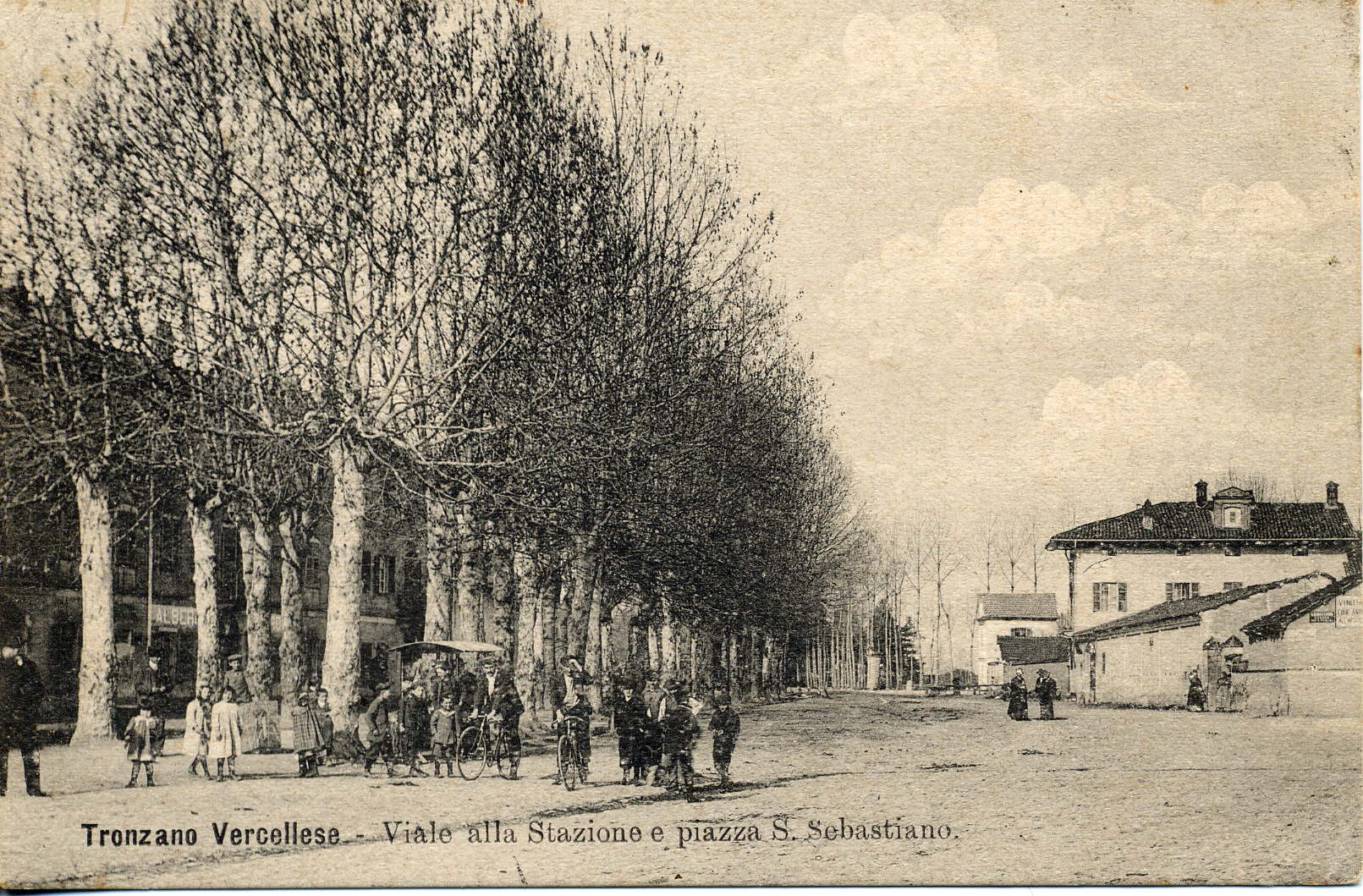
Viale alla Stazione e Piazza San Sebastiano

### Epoca romana
Il luogo di Tronzano anticamente era diviso in due, il primo denominato Superiore e l'altro Inferiore aventi ciascuno la sua Chiesa Parrocchiale, detta di S.Pietro l'una e di S.Maria l'altra. L'origine dei due borghi di Tronzano risale verosimilmente all'epoca romana: Viculus e Alter Viculus e dipendevano dalla romana Mansio Viae Longae (l'antica Santhià). Presso il Viculus i Romani costruirono un munito castello che chiamarono Castrum Quirini.
Dopo la caduta dell'Impero Romano d'Occidente, più precisamente durante il regno dei Longobardi (568-774), il Viculus e l'Alter Viculus presero il nome di Truentianum il primo e di Alter Truentianum il secondo. Il primo (cioè Truentianum) fu occupato dai Longobardi conquistatori, seguaci della legge longobarda, mentre Alter Truentianum, fu lasciato agli Italo-romani quali proprietari del suolo e seguaci della legge romana.- Sotto il regno dei Franchi (774-888) i due borghi fecero parte della contea di Santhià oggi Santhià.

### Medioevo
dal 969 d.C. al 1256
Il "loco torencjano" è nominato già in un documento di cambio di terreni tra il Vescovo Ingone con Adalfredo detto "Buono di Tronzano", in data 18 aprile 969. È questo il documento più antico che fa menzione del luogo di Tronzano.
Caduto il regno dei Franchi (888) i due Truentianum fecero parte della marca di Ivrea. Quando sorse contesa tra Arduino, marchese di Ivrea, e Pietro, vescovo e conte di Vercelli (996), Tronzano parteggiò per Ivrea con Livorno, Santhià e Carisio.
Durante la guerra civile tra guelfi e ghibellini Tronzano fu coinvolta insieme a Vercelli e parteggiava per i guelfi resistendo validamente con le armi contro i ghibellini capitanati da tal Pietro Bichieri, ma fu costretto infine alla resa. Al fine di recuperare i luoghi conquistati fu necessario ai guelfi padroni di Vercelli di ricomprare (nel 1245) sia S.Germano che Tronzano. La distruzione del Borgo di Tronzano (se quello Superiore o quello Inferiore non è dato di sapere con esattezza) avvenne durante l'ultimo regime del Podestà di Vercelli Guglielmo Soresina verso la fine del 1245.
Nell'anno 1248 i Ghibellini rientrarono in Vercelli e i Guelfi scacciati. Si riaccese quindi la guerra tra le due parti che ebbe termine soltanto con la pace del 1254. Probabilmente proprio al 1254 risale l'unione delle due parrocchie di Tronzano e forse allora la parrocchiale fu dedicata ai SS. Apostoli Pietro e Paolo. Due anni dopo nel 1256 gli abitanti superstiti dei due Tronzano ottennero di fondare un nuovo borgo e di riunirsi in un nuovo borgo franco con atto del 12 febbraio 1256.

### Borgo franco di Tronzano
Nascita del borgo franco dall'unione dei due Tronzano.
I documenti antichi esistenti vanno dal 969 al 1256 ma sicuramente la carta che ha maggior importanza è quella riguardante la costituzione del borgo franco di Tronzano. Siamo nel 1256, nel periodo più fiorente dei Comuni della pianura padana, sei anni dopo la morte di Federico II di Svevia, il quale aveva tentato invano di risottometterli all'Impero. I Comuni, liberatisi sin dal secolo precedente nell'interno delle città, estendono la loro signoria sulla campagna esautorando gli antichi possessori, cioè i piccoli "feudatari", con la formazione dei "borghi franchi". Il comune di Vercelli fu uno dei primissimi in Italia a iniziare tale politica. I servi della gleba, che si recano ad abitare nel nuovo borgo, cessano di essere servi diventano liberi e godono degli stessi diritti degli abitanti della città fondatrice del borgo franco.
La carta di fondazione del borgo di Tronzano, dell'anno 1256, rivela che furono proprio gli abitatori dei due piccoli centri posti a breve distanza l'uno dall'altro, che fecero richiesta al comune di Vercelli chiedendo di fondare un nuovo borgo franco e metà strada fra di essi. Dall'atto di fondazione risulta che il nuovo borgo fu diviso in due parti: due terzi divennero proprietà degli abitanti (già servi della gleba), il terzo rimanente rimase agli antichi feudatari appartenenti a due famiglie.

### Simboli
Lo stemma del comune di Tronzano Vercellese è stato riconosciuto con decreto del capo del governo del 4 ottobre 1934.
Il gonfalone è un drappo di azzurro.

## Iniziative culturali e turistiche
ll Comune di Tronzano Vercellese, nell'ottica dello sviluppo economico, commerciale e turistico del Territorio e con l’obbiettivo di creare un’identità culturale, legata alle tradizioni, nell’anno 2021 ha ufficialmente istituito la Fiera di San Martino. La proposta è nata dalla neoistituita Consulta del Commercio, delle Attività Produttive e del Turismo.
Si tratta di una manifestazione Fieristico - Culturale che si è tenuta in via sperimentale domenica 7 novembre 2021 e della quale si valuterà di richiederne il riconoscimento ufficiale alla Regione Piemonte.
La Fiera è stata dedicata a San Martino per via della ricorrenza del termine dell'annata agraria e del raccolto, fortemente sentita nelle nostre zone di carattere agricolo.
Inoltre, il nominativo è stato scelto anche per valorizzare la Chiesa di San Martino, dedicata a Martino di Tours, posta all'interno del centro abitato e punto di nascita del Borgo Franco di Tronzano Vercellese.
Sempre grazie ad un progetto promosso dalla Consulta del Commercio, delle Attività Produttive e del Turismo è stato possibile realizzare un percorso cicloturistico delle "Edicole Votive" che permette al turista di visitare cappellette votive, affreschi, edicole ed altre testimonianze di religiosità popolare site nella campagna vercellese. Al contempo è possibile godere delle bellezze paesaggistiche ed ambientali del territorio (edifici di derivazione irrigua, fontanili).
Il percorso si snoda tra nord e sud del Comune in circa 25 chilometri di strade bianche ed è tracciato tramite apposita segnaletica turistico – informativa ed appositi QR code.

## Monumenti e luoghi d'interesse

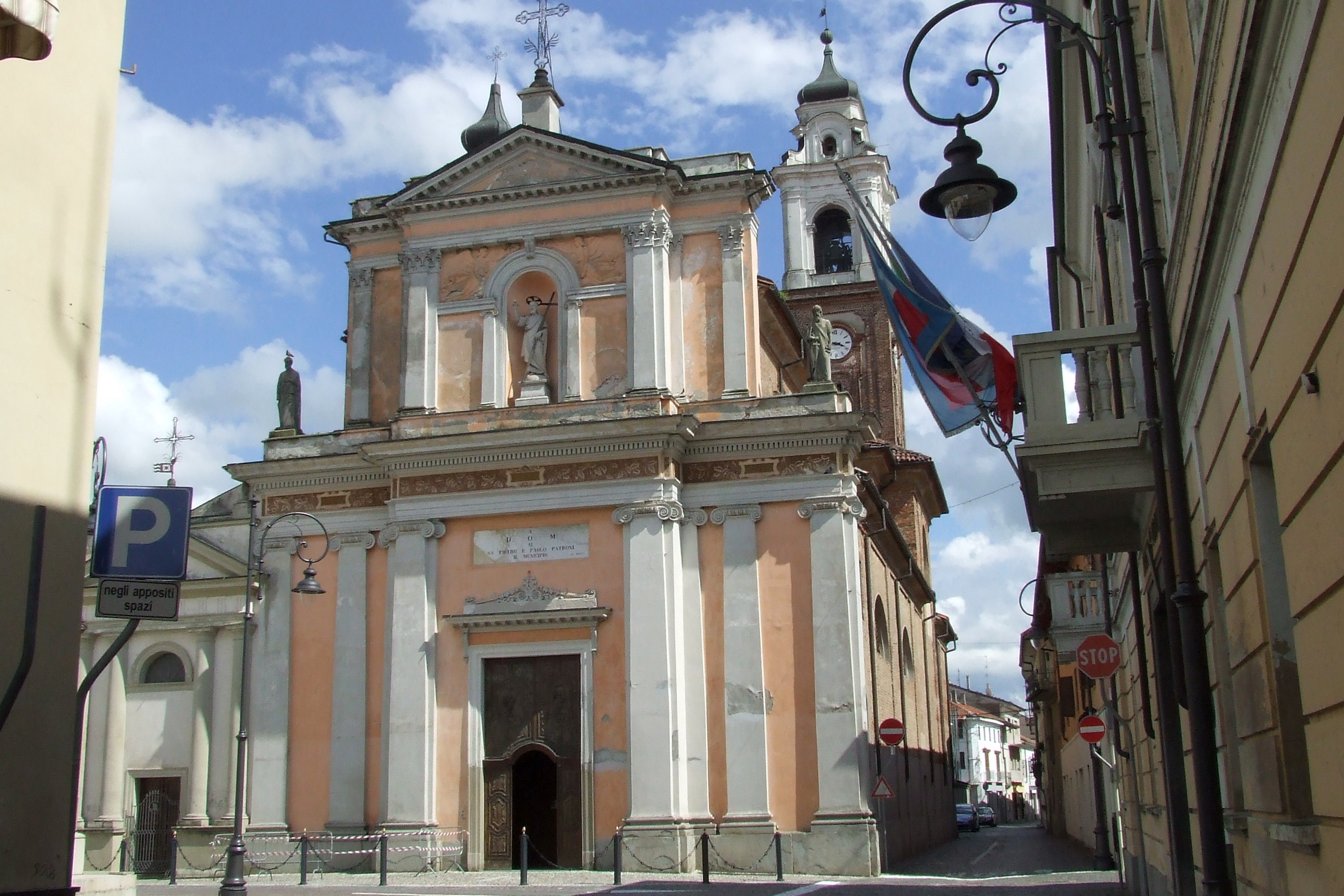
Chiesa Parrocchiale dei Santi Pietro e Paolo

- Chiesa parrocchiale dei Santi Pietro e Paolo
- Chiesa di San Martino
- Chiesa romanica di San Pietro (cimitero)
- Biblioteca civica comunale (con più di 14.000 volumi è una delle biblioteche più fornite della provincia di Vercelli grazie anche a numerosi lasciti)

- Castello dei conti de Rege di Gifflenga, con grandioso giardino e parco, crollato purtroppo di recente per abbandono e vetustà. A seguito di forti piogge crollò il tetto e in seguito l'intero maniero.

## Società

### Evoluzione demografica
Abitanti censiti

## Infrastrutture e trasporti

### Ferrovie
Il paese è servito dalla propria stazione ferroviaria che si trova sulla Ferrovia Milano-Torino.
Il 7 novembre 1945 si verificò un grave Incidente Ferroviario: il treno diretto n. 182 da Milano per Torino andò a urtare violentemente contro il terminale di un binario tronco della stazione a causa di un errato instradamento, per cui morirono 6 persone ed altre 22 rimasero ferite.

## Amministrazione
Di seguito è presentata una tabella relativa alle amministrazioni che si sono succedute in questo comune.
| Periodo           | Periodo           | Primo cittadino     | Partito                                                 | Carica  | Note  |
| ----------------- | ----------------- | ------------------- | ------------------------------------------------------- | ------- | ----- |
| 5 giugno 1985     | 22 maggio 1990    | Pierangelo Biroli   | Democrazia Cristiana                                    | Sindaco | [ 7 ] |
| 22 maggio 1990    | 24 aprile 1995    | Pierangelo Biroli   | Democrazia Cristiana                                    | Sindaco | [ 7 ] |
| 24 aprile 1995    | 2 dicembre 1995   | Bruno Lugli         |                                                         | Sindaco | [ 7 ] |
| 10 giugno 1996    | 17 aprile 2000    | Antonio Graglia     | -                                                       | Sindaco | [ 7 ] |
| 17 aprile 2000    | 5 aprile 2005     | Antonio Graglia     | lista civica                                            | Sindaco | [ 7 ] |
| 5 aprile 2005     | 30 marzo 2010     | Pier Angelo Carando | lista civica                                            | Sindaco | [ 7 ] |
| 30 marzo 2010     | 1º giugno 2015    | Andrea Chemello     | lista civica                                            | Sindaco | [ 7 ] |
| 1º giugno 2015    | 20 settembre 2020 | Andrea Chemello     | lista civica Vivi Tronzano                              | Sindaco | [ 7 ] |
| 20 settembre 2020 | in carica         | Pairotto Michele    | lista civica Per Tronzano e Salomino impegno e passione | Sindaco | [ 7 ] |

### Gemellaggi
- Eyguières